# سایه کلوسوس (بازی ویدئویی ۲۰۱۸)
سایه کلوسوس (به انگلیسی: Shadow of the Colossus) یک بازی ویدئویی در سبک اکشن-ماجراجویی است که توسط بلوپوینت گیمز توسعه یافته و به‌وسیلهٔ سونی اینتراکتیو انترتینمنت برای کنسول پلی‌استیشن ۴ منتشر شده‌است. این بازی یک نسخه بازسازی شده از عنوان اصلی این بازی برای کنسول پلی‌استیشن ۲ با استفاده از ارزش هنری وضوح بسیار بالا است. توسعه‌دهنده‌ها به‌طور کلی تمامی زیر ساخت‌های بازی را بازسازی کرده‌اند، اما بازی همان گیم‌پلی یکسان عنوان اصلی را به غیر از معرفی یک طرح کنترل جدید حفظ کرده‌است.
سایه کلوسوس با واکنش‌های بسیار خوبی از طرف منتقدین همراه بود که آن را برای حفظ القای حس نسخه اصلی مورد ستایش قرار دادند، در حالی که بازی به‌طور چشمگیری از لحاظ گرافیک، پرفورمانس، و به‌روزرسانی رویه کنترل بهبود یافته بود. اگرچه انتقاد جزئی به روند بازی و دوربین آن وارد شد، که به اعتقاد برخی بهتر بود بهبود پیدا می‌کرد.

## بازتاب‌ها
| گردآورنده | امتیاز |
| --------- | ------ |
| متاکریتیک | ۹۱/۱۰۰ |

| ناشر                    | امتیاز |
| ----------------------- | ------ |
| دستراکتید               | ۱۰/۱۰  |
| الکترونیک گیمینگ مانثلی | ۸.۵/۱۰ |
| فامیتسو                 | ۳۵/۴۰  |
| گیم اینفورمر            | ۹/۱۰   |
| گیم رولیشن              | [ ۶ ]  |
| گیم‌اسپات                | ۹/۱۰   |
| گیمز ریدار+             | [ ۸ ]  |
| آی‌جی‌ان                  | ۹.۷/۱۰ |
| پولیگان                 | ۹.۵/۱۰ |